# Partecipanti al Tour de la Provence 2025
Elenco dei partecipanti al Tour de la Provence 2025.
Il Tour de la Provence 2025 è stato la nona edizione della corsa. Alla competizione presero parte 16 squadre: 7 con licenza UCI World Tour 2025, 5 UCI ProTeam e 4 UCI Continental Team.
Ciascuna delle squadre è composta da sette ciclisti, per un totale di 112 accreditati alla partenza.

## Corridori per squadra
Nota: R ritirato, NP non partito, FT fuori tempo, SQ squalificato
| Lidl-Trek                         | Lidl-Trek                         | Lidl-Trek                         | Groupama-FDJ           | Groupama-FDJ           | Groupama-FDJ           | Bahrain Victorious | Bahrain Victorious    | Bahrain Victorious |
| --------------------------------- | --------------------------------- | --------------------------------- | ---------------------- | ---------------------- | ---------------------- | ------------------ | --------------------- | ------------------ |
| N°                                | Ciclista                          | Clas.                             | N°                     | Ciclista               | Clas.                  | N°                 | Ciclista              | Clas.              |
| 1                                 | Mads Pedersen                     | 1°                                | 11                     | Paul Penhoët           | 44°                    | 21                 | Matej Mohorič         | 2°                 |
| 2                                 | Toms Skujiņš                      | 15°                               | 12                     | Thibaud Gruel          | 9°                     | 22                 | Fred Wright           | 4°                 |
| 3                                 | Bauke Mollema                     | 34°                               | 13                     | Titouan Fontaine       | 82°                    | 23                 | Matevž Govekar        | 75°                |
| 4                                 | Alex Kirsch                       | 13°                               | 14                     | Clément Russo          | 25°                    | 24                 | Alessandro Borgo      | 65°                |
| 5                                 | Julien Bernard                    | 35°                               | 15                     | Oscar Nilsson-Julien   | 84°                    | 25                 | Roman Ermakov         | 74°                |
| 6                                 | Ryan Gibbons                      | 26°                               | 16                     | Cyril Barthe           | 49°                    | 26                 | Nicolò Buratti        | 46°                |
| 7                                 | Tim Declercq                      | 85°                               | 17                     | Olivier Le Gac         | 28°                    | 27                 | Oliver Stockwell      | 71°                |
| Decathlon AG2R La Mondiale        | Decathlon AG2R La Mondiale        | Decathlon AG2R La Mondiale        | EF Education-EasyPost  | EF Education-EasyPost  | EF Education-EasyPost  | Cofidis            | Cofidis               | Cofidis            |
| N°                                | Ciclista                          | Clas.                             | N°                     | Ciclista               | Clas.                  | N°                 | Ciclista              | Clas.              |
| 31                                | Sam Bennett                       | 20°                               | 41                     | Marijn van den Berg    | 3°                     | 51                 | Stanisław Aniołkowski | 88°                |
| 32                                | Dorian Godon                      | 10°                               | 42                     | Darren Rafferty        | 40°                    | 52                 | Alexis Renard         | 22°                |
| 33                                | Pierre Gautherat                  | 42°                               | 43                     | Alexander Cepeda       | 19°                    | 53                 | Aimé De Gendt         | 57°                |
| 34                                | Tord Gudmestad                    | 94°                               | 44                     | Samuele Battistella    | 83°                    | 54                 | Damien Touzé          | 17°                |
| 35                                | Dries De Bondt                    | 58°                               | 45                     | Owain Doull            | 24°                    | 55                 | Valentin Ferron       | 11°                |
| 36                                | Sander De Pestel                  | 8°                                | 46                     | Colby Simmons          | 29°                    | 56                 | Oliver Knight         | R 1ª               |
| 37                                | Oscar Chamberlain                 | 103°                              | 47                     | Gavin Hlady            | 99°                    | 57                 | Ludovic Robeet        | 93°                |
| Arkéa-B&B Hotels                  | Arkéa-B&B Hotels                  | Arkéa-B&B Hotels                  | Israel-Premier Tech    | Israel-Premier Tech    | Israel-Premier Tech    | TotalEnergies      | TotalEnergies         | TotalEnergies      |
| N°                                | Ciclista                          | Clas.                             | N°                     | Ciclista               | Clas.                  | N°                 | Ciclista              | Clas.              |
| 61                                | Ewen Costiou                      | 18°                               | 71                     | Pascal Ackermann       | 53°                    | 81                 | Mathieu Burgaudeau    | 21°                |
| 62                                | Raúl García Pierna                | 6°                                | 72                     | Tom Van Asbroeck       | 63°                    | 82                 | Sandy Dujardin        | 54°                |
| 63                                | Laurens Huys                      | R 2ª                              | 73                     | Jake Stewart           | 7°                     | 83                 | Mattéo Vercher        | 39°                |
| 64                                | Victor Guernalec                  | 61°                               | 74                     | Matis Louvel           | 23°                    | 84                 | Samuel Leroux         | 33°                |
| 65                                | Simon Guglielmi                   | 41°                               | 75                     | Riley Pickrell         | 60°                    | 85                 | Fabien Grellier       | R 2ª               |
| 66                                | Mathis Le Berre                   | 66°                               | 76                     | Guillaume Boivin       | 51°                    | 86                 | Lucas Boniface        | 96°                |
| 67                                | Edoardo Zamperini                 | 38°                               | 77                     | Michael Schwarzmann    | 101°                   | 87                 | Baptiste Vadic        | 37°                |
| Wagner Bazin WB                   | Wagner Bazin WB                   | Wagner Bazin WB                   | Unibet Tietema Rockets | Unibet Tietema Rockets | Unibet Tietema Rockets | Team Novo Nordisk  | Team Novo Nordisk     | Team Novo Nordisk  |
| N°                                | Ciclista                          | Clas.                             | N°                     | Ciclista               | Clas.                  | N°                 | Ciclista              | Clas.              |
| 91                                | Pierre Barbier                    | R 1ª                              | 101                    | Lukáš Kubiš            | 5°                     | 111                | Matyáš Kopecký        | 45°                |
| 92                                | Cériel Desal                      | 64°                               | 102                    | Hartthijs de Vries     | 16°                    | 112                | David Lozano          | 79°                |
| 93                                | Marco Tizza                       | 12°                               | 103                    | Jelle Johannink        | 59°                    | 113                | Alex Perracchione     | 68°                |
| 94                                | Kenneth Van Rooy                  | 73°                               | 104                    | Tomáš Kopecký          | 27°                    | 114                | Andrea Peron          | 91°                |
| 95                                | Louka Matthys                     | R 1ª                              | 105                    | Abram Stockman         | 67°                    | 115                | Umberto Poli          | 97°                |
| 96                                | Henri-Francois Haquin             | 47°                               | 106                    | Martijn Budding        | 86°                    | 116                | Anton Müller          | 95°                |
| 97                                | Quentin Bezza                     | 81°                               | 107                    | Joren Bloem            | 30°                    | 117                | Lucas Dauge           | 102°               |
| St Michel-Preference Home-Auber93 | St Michel-Preference Home-Auber93 | St Michel-Preference Home-Auber93 | Van Rysel-Roubaix      | Van Rysel-Roubaix      | Van Rysel-Roubaix      | CIC U Nantes       | CIC U Nantes          | CIC U Nantes       |
| N°                                | Ciclista                          | Clas.                             | N°                     | Ciclista               | Clas.                  | N°                 | Ciclista              | Clas.              |
| 121                               | Morné Van Niekerk                 | 50°                               | 131                    | Emmanuel Morin         | 69°                    | 141                | Corentin Devroute     | 90°                |
| 122                               | Théo Delacroix                    | 62°                               | 132                    | Daniel Arnes           | 32°                    | 142                | Justin Ducret         | R 1ª               |
| 123                               | Dillon Corkery                    | 52°                               | 133                    | Valentin Tabellion     | 48°                    | 143                | Matisse Julien        | 100°               |
| 124                               | Jérémy Lecroq                     | R 1ª                              | 134                    | Killian Théot          | 70°                    | 144                | Yaël Joalland         | 56°                |
| 125                               | Romain Cardis                     | 92°                               | 135                    | Kévin Avoine           | R 1ª                   | 145                | Antoine Hue           | 80°                |
| 126                               | Lucas Beneteau                    | 14°                               | 136                    | Kenny Molly            | 31°                    | 146                | Similien Hamon        | 77°                |
| 127                               | Alan Riou                         | 98°                               | 137                    | Maximilien Juillard    | 55°                    | 147                | Lenaïc Langella       | 36°                |
| Nice Métropole Côte d'Azur        |                                   |                                   |                        |                        |                        |                    |                       |                    |
| N°                                | Ciclista                          | Clas.                             |                        |                        |                        |                    |                       |                    |
| 151                               | Axel Zuccarelli                   | 72°                               |                        |                        |                        |                    |                       |                    |
| 152                               | Damien Girard                     | 43°                               |                        |                        |                        |                    |                       |                    |
| 153                               | Andrei Carbunarea                 | R 1ª                              |                        |                        |                        |                    |                       |                    |
| 154                               | Alexander Konijn                  | 87°                               |                        |                        |                        |                    |                       |                    |
| 155                               | Dylan Massa                       | 89°                               |                        |                        |                        |                    |                       |                    |
| 156                               | Andrea Mifsud                     | 76°                               |                        |                        |                        |                    |                       |                    |
| 157                               | Carter Guichard                   | 78°                               |                        |                        |                        |                    |                       |                    |